# Melinaea ludovica
Melinaea ludovica är en fjärilsart som beskrevs av Pieter Cramer 1780. Melinaea ludovica ingår i släktet Melinaea och familjen praktfjärilar. Inga underarter finns listade i Catalogue of Life.

## Bildgalleri

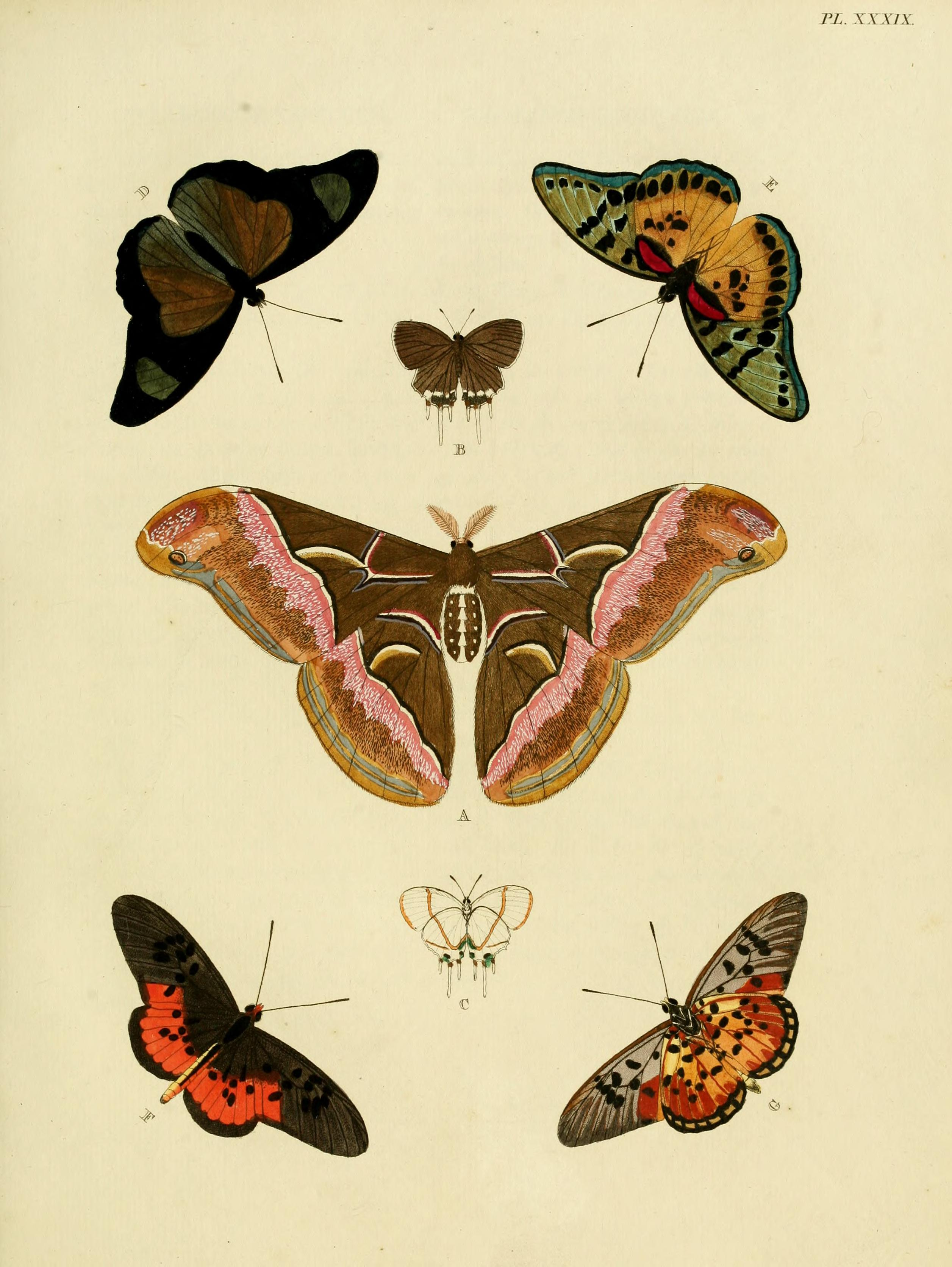
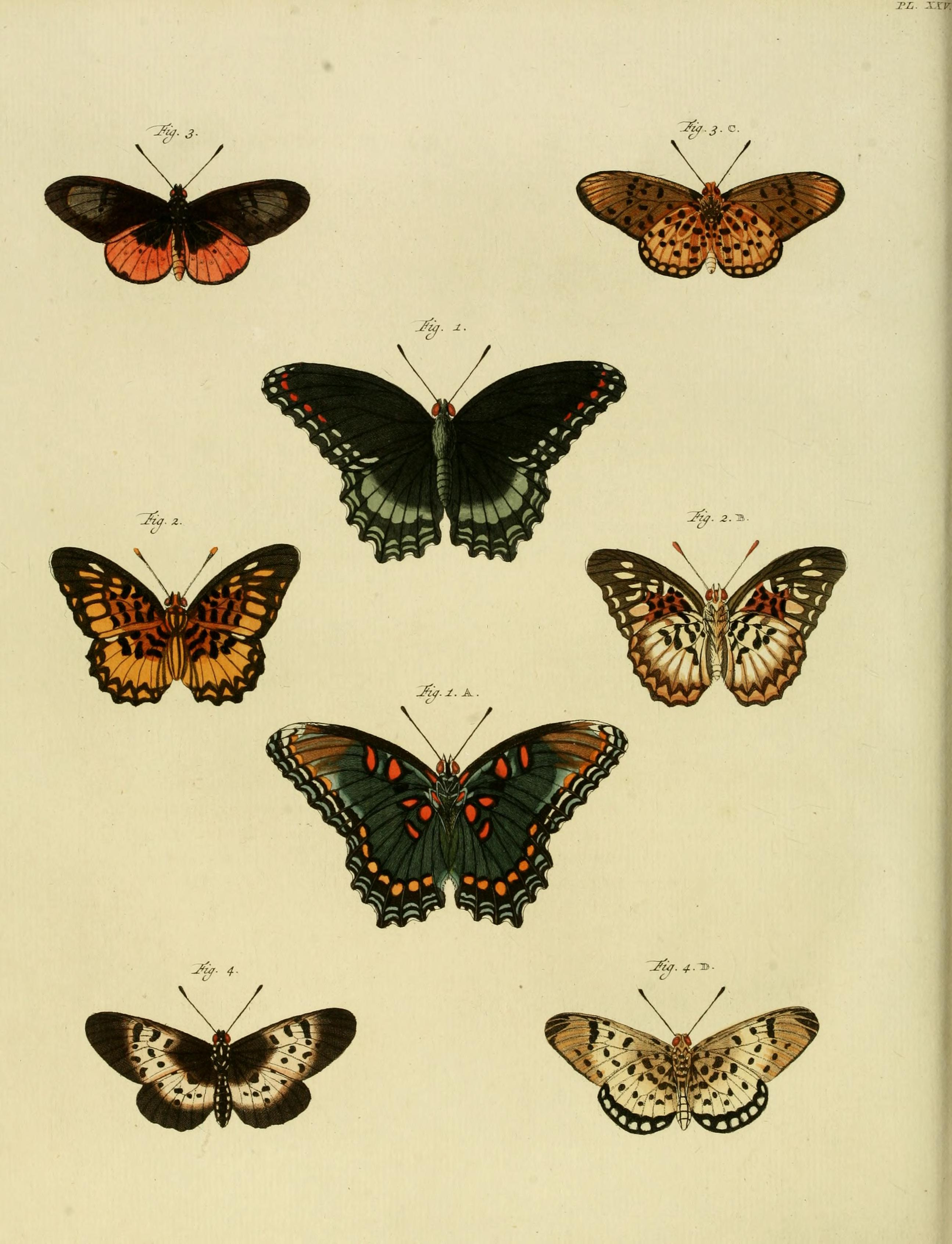
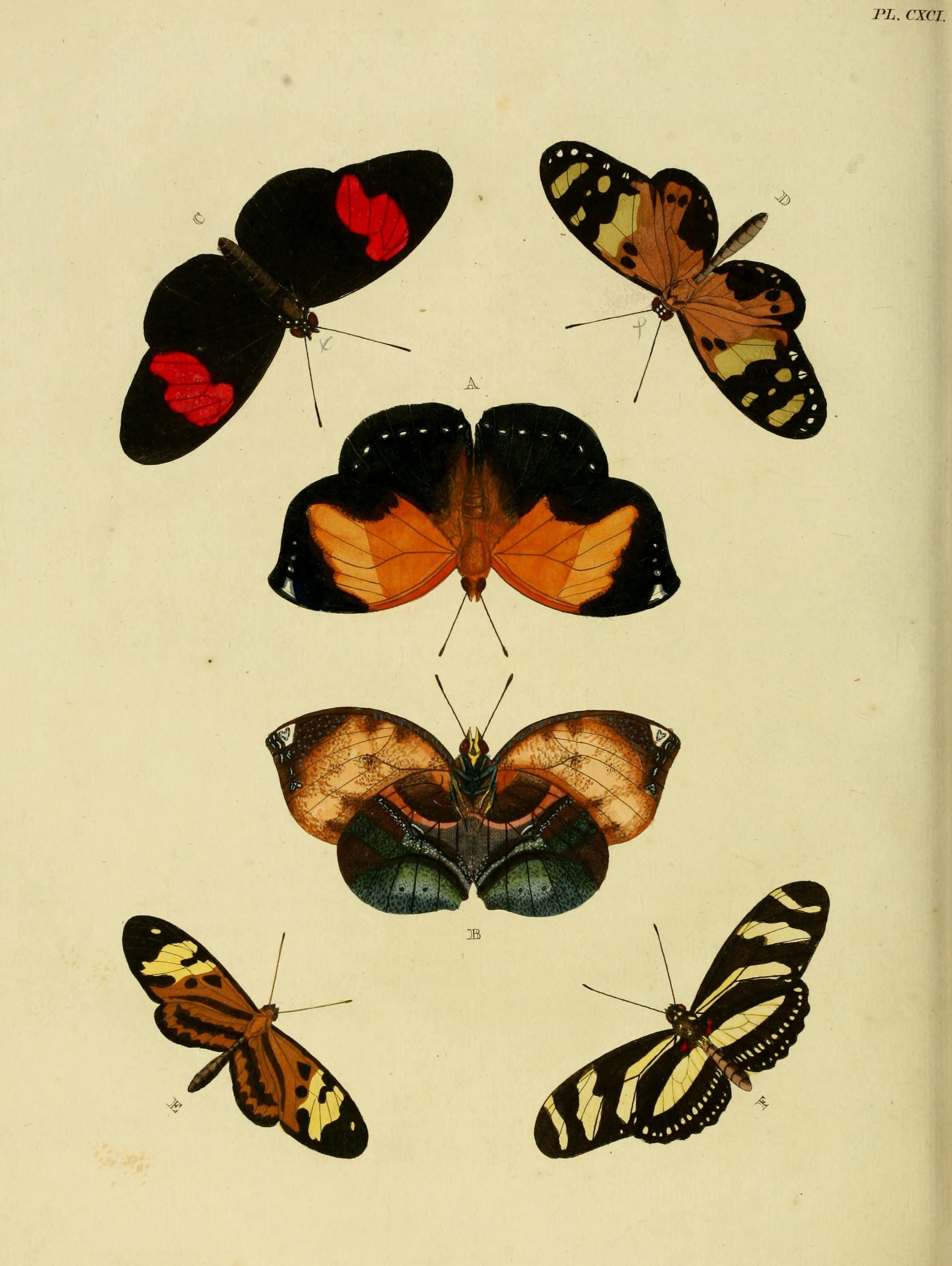
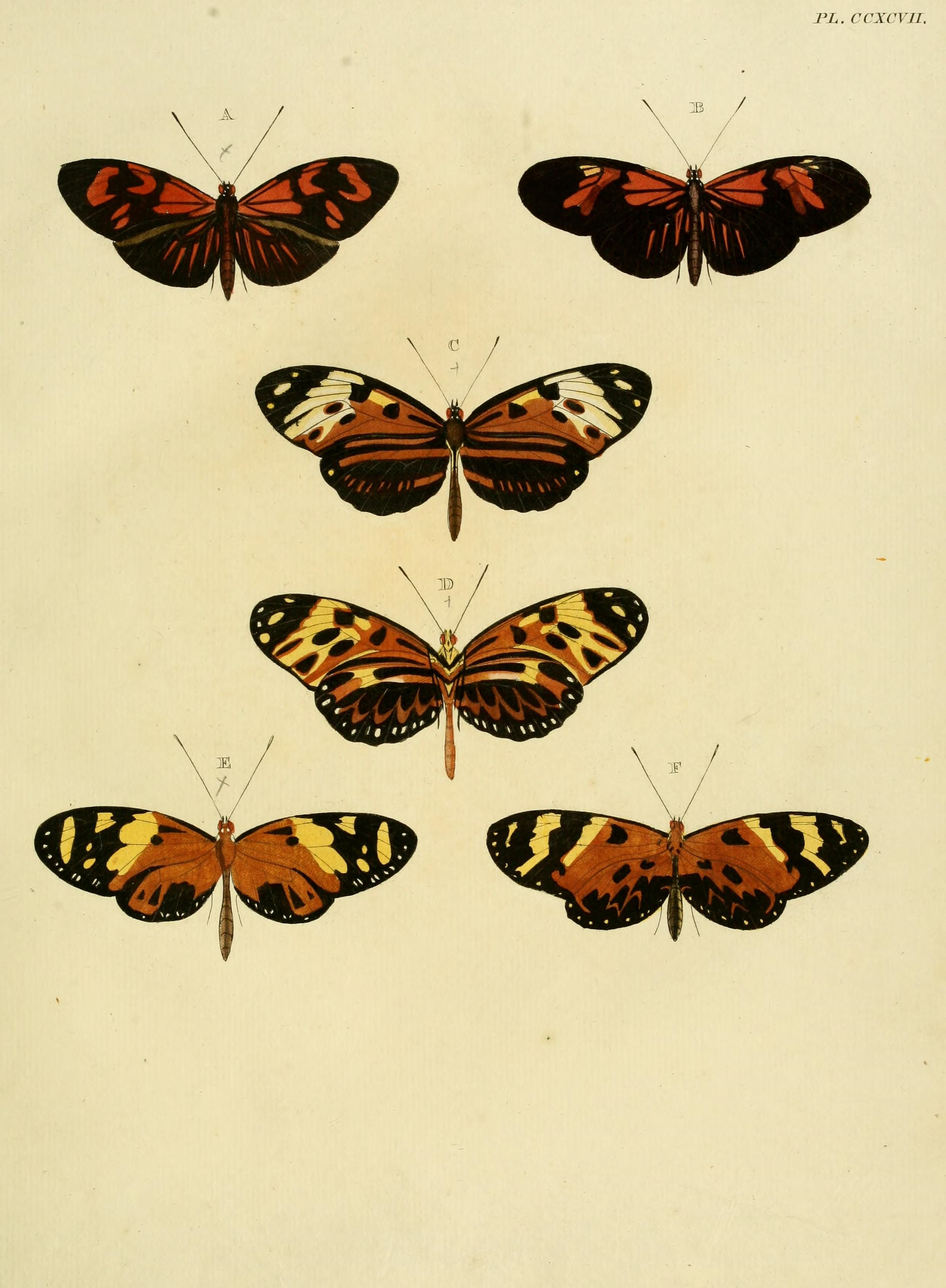
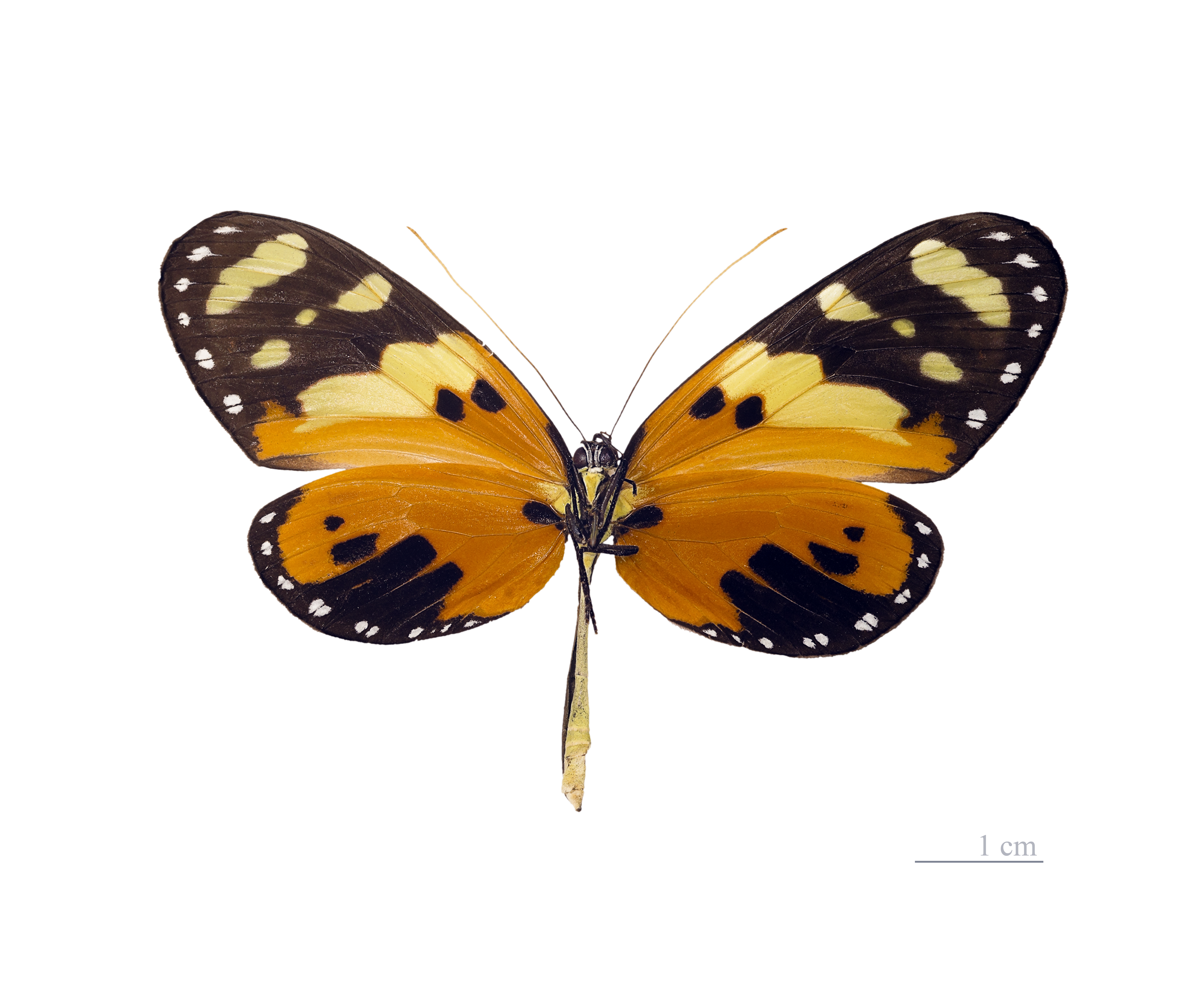
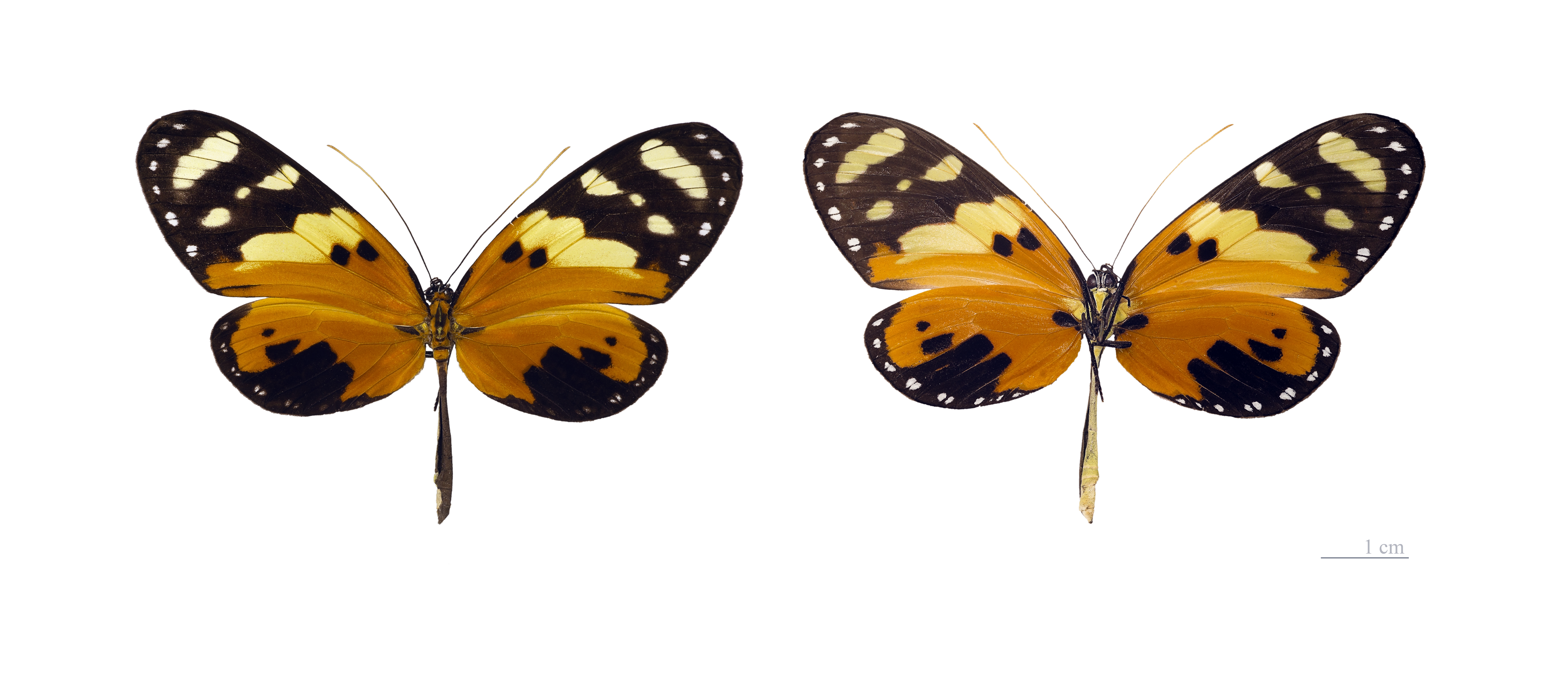